# Miquel Soler
Pour les articles homonymes, voir Soler.
Miquel Soler i Sarasols (né le 16 mars 1965 à La Vall d'en Bas (Espagne) est un footballeur espagnol occupant le poste d'arrière latéral gauche. Sa carrière professionnelle s'est étendue de 1983 à 2003. Il a notamment remporté une Coupe des Coupes, deux championnats d'Espagne et trois Coupes du Roi. Il compte également neuf sélections en équipe nationale. Il est désormais entraîneur.

## Carrière de joueur

### En club
Miquel Soler Sararols commence sa carrière professionnelle en 1983 à l'Espanyol de Barcelone. Il reste au club jusqu'en 1988, à l'exception de la saison 1985-1986 où il est prêté au CE L'Hospitalet. Avec le club catalan, il perd en finale de la Coupe UEFA 1987-1988 contre le Bayer Leverkusen. Lors de la finale, jouée en 2 matchs, il marque un but du droit lors de la victoire 3-0 au match aller. Au match retour, les Allemands s'imposant sur le même score, le match se termine aux tirs au but. Les Allemands gagnent alors par 3 à 2.
La saison suivante, il rejoint le club voisin du FC Barcelone. En 1989, il remporte la Coupe des Coupes puis perd la Supercoupe d'Europe contre le Milan AC. L'année suivante, il gagne la Coupe du Roi. En 1991, il contribue à la victoire des Blaugranas en championnat en participant à 26 rencontres et en inscrivant un but. Il passe ensuite une saison à l'Atlético Madrid où il remporte une deuxième Coupe du Roi avant de revenir une saison au Barça. Cette saison 1992-1993 est riche en trophées pour Soler puisqu'il remporte le championnat, la Supercoupe d'Europe et la Supercoupe d'Espagne. Cependant, il joue très peu en club, ainsi il ne dispute que cinq matchs de championnat.
Rejoignant ensuite le Séville FC, il évolue deux saisons au sein du club andalou, disputant ainsi 75 matchs de championnat. Il quitte le club en 1995 pour jouer au Real Madrid CF. Il ne reste qu'un an avec les Merengues avant de rejoindre le Real Saragosse où il reste deux ans. En cinq saisons, il ne remporte aucun titre avec ces trois clubs.
En 1998, il rejoint son dernier club, le RCD Majorque. Dès son arrivée au club, il remporte la Supercoupe d'Espagne aux dépens du FC Barcelone. Il joue les deux matchs remportés par Majorque sur les scores de 2-1 et 1-0. Il joue et perd la finale de la Coupe des Coupes 1998-1999 par 2 buts à 1 contre la Lazio. Lors de sa dernière saison au club, il remporte sa troisième Coupe du Roi. Il joue au total 152 matchs de championnat avec Majorque et marque un but.

### En sélection
Sa première sélection en équipe nationale a eu lieu le 29 avril 1987 contre la Roumanie. Il a joué 9 fois pour La Roja sans marquer de but. Il a fait partie de la sélection pour l'Euro 1988. Durant cet Euro, il participe à la victoire 3-2 contre le Danemark puis à la défaite 1-0 contre l'Italie. L'Espagne est éliminée au terme du premier tour à la suite d'une nouvelle défaite contre la RFA.
Il participe également à trois matchs de l'équipe de Catalogne, une sélection non reconnue par la FIFA et l'UEFA.

## Entraîneur
En juillet 2014, Miquel Soler devient entraîneur du RCD Majorque qui joue en D2.

## Palmarès
- FC Barcelone :
  - Coupe des Coupes : 1988-1989
  - Coupe du Roi : 1989-1990
  - Championnat d'Espagne : 1990-1991, 1992-1993
  - Supercoupe d'Europe : 1992
  - Supercoupe d'Espagne : 1992
- Atlético Madrid :
  - Coupe du Roi : 1991-1992
- RCD Majorque :
  - Supercoupe d'Espagne : 1998
  - Coupe du Roi : 2002-2003